# Yawara!
Pour les articles homonymes, voir Yawara (homonymie).
Yawara! (ヤワラ!, YAWARA!) est un manga écrit et dessiné par Naoki Urasawa. Il est prépublié entre 1986 et 1993 dans le magazine Big Comic Spirits de l'éditeur Shōgakukan, et est compilé en 29 tomes entre avril 1987 et octobre 1993. Deux éditions deluxe ont vu le jour par la suite. La seconde, parue entre 2013 et 2015 au Japon, est éditée en version française par Kana entre septembre 2020 et mars 2025.
Yawara! est adapté en un film live en avril 1989 avec Yui Asaka dans le rôle principal, puis en une série télévisée d'animation de 124 épisodes produite par le studio Madhouse et diffusée entre octobre 1989 et septembre 1992 sur NTV. Deux films d'animation ont ensuite vu le jour en août 1992 et en juillet 1996.
En 1990, le manga remporte le prix Shōgakukan dans la catégorie générale.

## Synopsis
Yawara Inokuma est une lycéenne paraissant banale, mais son grand-père, légende vivante du judo, l'entraîne secrètement depuis sa plus tendre enfance afin qu'elle gagne la médaille d'or aux Jeux olympiques. Seulement, cette dernière n'a qu'une seule envie, avoir une vie normale.

## Personnages
Yawara Inokuma (猪熊 柔, Inokuma Yawara)
Voix japonaise : Yūko Minaguchi
Yawara est une jeune fille qui aspire à une vie ordinaire mais qui est forcée par son grand-père à pratiquer le judo. Elle rêve de rencontrer son prince charmant. Les manigances de son grand-père et l'admiration de ses amies pour ses talents de judoka l'empêchent souvent de mener la vie à laquelle elle aspire.
Jigoro Inokuma (猪熊 滋悟郎, Inokuma Jigorou)
Voix japonaise : Ichirō Nagai
Jigoro, le grand-père de Yawara, est un maître de judo de septième dan et cinq fois champion national. Sa passion pour le judo n'a d'égal que son amour pour Yawara et la nourriture. Il attend beaucoup de la carrière de judo de Yawara et la pousse constamment à faire de son mieux et à se concentrer principalement sur le judo. Sa devise est "Le judo ne s'est pas construit en un jour". Il travaille également en tant que médecin spécialisé dans la manipulation osseuse. Il est souvent autoritaire avec Yawara et n'hésite pas à user de ruses pour arriver à ses fins. Son character design et son prénom sont inspirés de Jigorō Kanō, le fondateur du judo moderne.
Tamao Inokuma (猪熊 玉緒, Inokuma Tamao)
Voix japonaise : Toshiko Fujita
Tamao est la mère de Yawara. Elle est rarement à la maison car elle cherche son mari Kojiro dans tout le Japon. Contrairement à Jigoro, elle ne pousse pas Yawara à faire du judo, mais elle ne déteste pas non plus le judo car c'est grâce à lui qu'elle a rencontré Kojiro. Elle dit à Yawara qu'il y a d'autres façons d'être fort que le judo et qu'il est possible d'être un judoka et d'être également féminine.
Kojiro Inokuma (猪熊 虎滋郎, Inokuma Kojiro)
Voix japonaise : Masaaki Okabe
Kojiro est le père de Yawara. Il a disparu peu de temps après avoir remporté le championnat national de judo en 1974, à ses débuts en tant que judoka inconnu. Il se serait entraîné en secret dans des environnements extrêmes sans que sa famille ne sache où il se trouve. Il sera l'entraîneur de Sayaka.
Sayaka Honami (本阿弥 さやか, Honami Sayaka)
Voix japonaise : Yoshino Takamori
Sayaka est la fille extrêmement gâtée de l'une des familles les plus riches du Japon. Elle n'a jamais manqué de dominer tous les sports qu'elle a voulu essayer. Lorsque Yawara se présente à elle, elle décide de ne reculer devant rien pour la battre et devient sa rivale. Elle devient la rivale de Yawara non seulement en judo mais aussi pour l'affection de Shinnosuke.
Shinnosuke Kazamatsuri (風祭 進之介, Kazamatsuri Shinnosuke)
Voix japonaise : Akira Kamiya
Shinnosuke est l'un des meilleurs entraîneurs de judo de tout le Japon ; il idolâtre Jigoro et a été engagé par Honami. Bien qu'il souffre du trac, il est un incroyable aimant à filles et un incorrigible coureur de jupons grâce à sa bonne mine et à sa capacité à flatter les femmes avec aisance.
Kosaku Matsuda (松田 耕作, Matsuda Kosaku)
Voix japonaise : Toshihiko Seki
Journaliste travaillant pour un journal sportif, le Daily Every Sport, Matsuda est convaincu que Yawara sera la prochaine grande star du sport au Japon. Son objectif est de faire d'elle une superstar du judo. Il est cependant également amoureux d'elle et cherche aussi à la soutenir, quels que soient ses choix.
Kamoda (鴨田)
Voix japonaise : Chafurin
Caméraman travaillant pour un journal sportif, Kamoda semble avoir le don de prendre "la photo parfaite" pour les gros titres.

## Manga
Écrit et illustré par Naoki Urasawa, alors qu'il illustrait simultanément Pineapple Army, Yawara! est publié chaque semaine dans le Big Comic Spirits du 30e numéro de 1986 au 38e numéro de 1993. L'éditeur Shōgakukan a rassemblé les chapitres en 29 volumes tankōbon entre le 30 avril 1987 et le 29 octobre 1993,. Une édition bunkoban de 19 volumes est sortie entre le 17 juillet 1998 et le 16 mars 1999,. Une édition kanzenban en 20 volumes est publiée entre le 27 décembre 2013 et le 30 avril 2015,. Cette dernière édition est publiée en version française par Kana depuis septembre 2020.
Urasawa a créé une série dérivée intitulée Jigoro! qui est parue dans le Zōkan Big Comic Spirits du 20 octobre 1988 au 11 avril 1991. Il explique qu'il trouvait le grand-père de Yawara si intéressant que le personnage a mérité son propre spin-off, et a dit que c'était l'une de ses séries préférées. Les chapitres ont été compilés en un seul volume en octobre 1994, puis a été réédité le 15 février 2003, et à nouveau dans une édition kanzenban le 30 avril 2015. La version française est publiée par Kana le 6 juin 2025.

## Film en prise de vues réelles
Yawara! est un film en prise de vues réelles réalisé par Kazuo Yoshida, sorti le 15 avril 1989 au Japon, écrit par Ikuo Sekimoto d'après le manga, avec Yui Asaka dans le rôle principal ; elle en interprète le thème original Neverland ~Yawara! Main Theme~, sorti en single le 22 mars 1989 et classé 2e à l'Oricon, ainsi que deux autres chansons figurant sur la bande originale sortie le 18 mai 1989.

### Distribution
- Yui Asaka : Yawara Inokuma
- Keiju Kobayashi : Jigoro Inokuma
- Bunta Sugawara : Kumajiro Inokuma
- Hiroshi Abe : Kosaku Matsuda
- Reiko Hirayama : Fujiko
- Kôji Ishizaka
- Akira Maeda
- Yôsuke Naka
- Kôji Nakamoto
- Nobuhiko Takada
- Riki Takeuchi
- Fujio Tokita
- Kaori Yamaguchi
- Yasuhiro Yamashita
- Yorie Yamashita

## Anime

### Fiche technique
- Réalisation : Hiroko Tokita
- Musique : Hideharu Mori
- Character design : Yoshinori Kanemori
- Studio d'animation : Madhouse
- Licencié par :
  -  Japon : NTV
- Nombre d’épisodes diffusés :
  -  Japon : 124 (terminé)
- Durée : 25 minutes
- Dates de première diffusion :
  -  NTV : 16 octobre 1989

### Musique
| Générique | Épisodes  | Début                | Début        | Fin                   | Fin               |
| Générique | Épisodes  | Titre                | Artiste      | Titre                 | Artiste           |
| --------- | --------- | -------------------- | ------------ | --------------------- | ----------------- |
| 1         | 1 – 43    | Miracle Girl         | Mariko Nagai | Stand By Me           | Rika Himenogi     |
| 2         | 44 – 81   | Rain-Kissed Bouquet… | Miki Imai    | Searching for a Smile | Midori Karashima  |
| 3         | 82 – 102  | Girl Can't Lose      | Yuko Hara    | Girl Era              | Yuko Hara         |
| 4         | 103 – 124 | YOU AND I            | Mariko Nagai | You Were Always There | LAZY LOU's BOOGIE |

### Doublage
| Personnages            | Voix japonaise   |
| ---------------------- | ---------------- |
| Yawara Inokuma         | Yuko Minaguchi   |
| Jigorou Inokuma        | Ichiro Nagai     |
| Sayaka Honami          | Yoshino Takamori |
| Shinnosuke Kazamatsuri | Akira Kamiya     |
| Kosaku Matsuda         | Toshihiko Seki   |
| Kamoda                 | Chafurin         |
| Hanazono               | Masashi Sugawara |
| Jody Rockwell          | Miyuki Ichijou   |

## Jeux vidéo
Yawara! a été adapté en jeux vidéo sous forme de bande dessinée interactive avec Yawara! (1992) et Yawara! 2 (1994), tous deux sortis sur Super CD-ROM².

## Postérité
La judoka Ryōko Tani, très populaire au Japon et qui contribua à y créer un nouvel intérêt pour le judo féminin dans les années 1990, fut surnommée Yawara-chan.